# Mérize
Le Mérize est un cours d'eau français qui coule dans le  département de la Sarthe. C'est un affluent du Narais en rive droite, donc un sous-affluent de la Loire par l'Huisne, la Sarthe et la Maine.